# Produkce masa

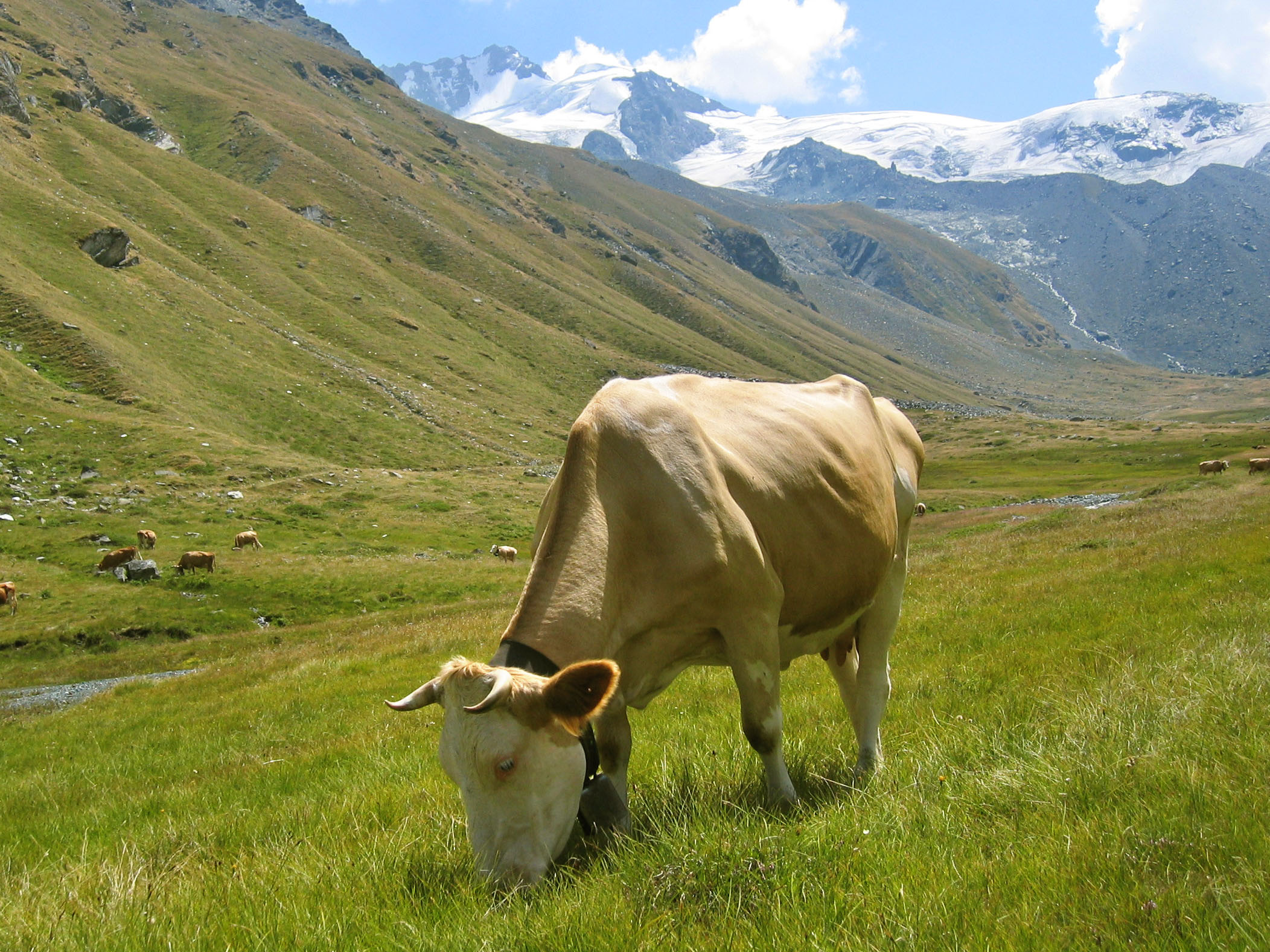
Kráva jako reprezentant hovězího

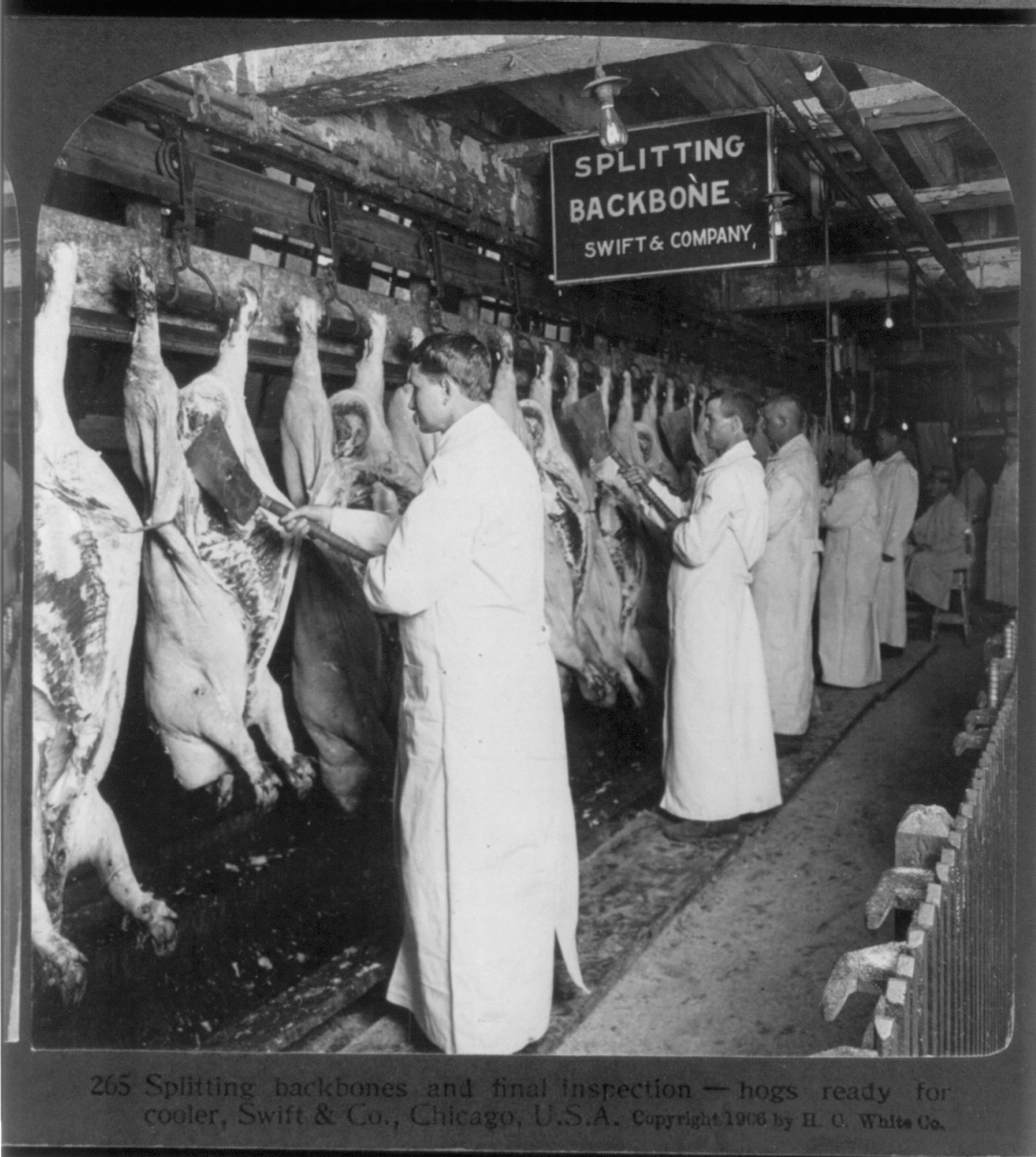
Pohled na jatka ze začátku 20. století

Produkce masa z pohledu obecné zootechniky je soubor chovatelských úkonů spějících k výkrmu jatečných zvířat. Maso je chápáno buď v širším slova smyslu jako vše poživatelné (svaly, cévy, srdce, játra, plíce, tuk…), nebo v užším slova smyslu jako kosterní svalovina.
V Česku se využívá hlavně masa prasat, býků, vyřazených krav, ovcí, drůbeže a ryb. V jiných zemích jsou to pak zvířata typická pro danou oblast (Jižní Amerika - lama, kapybara; Afrika - gazela, apod.). Obecně se má za to, že nejkvalitnější maso poskytuje výkrm, a nejlahodnější maso je maso mláďat. Průměrná spotřeba masa v ČR každým rokem mírně vzrůstá a pohybuje se mezi 70 - 90 kg/hlava/rok, s tím že nejvíce se konzumuje vepřové, dále drůbeží a nakonec hovězí. Maso jiných zvířat, zastává minoritní pozici (skopové, rybí, divočina). Současný trend v konzumaci masa je, že vzrůstá poptávka po mase drůbežím a klesá po hovězím (v souvislosti s BSE).

## Zvířata
Požívat je možné maso většiny zvířat. V určitých komunitách se ale setkáváme s určitými omezeními (muslimové nejedí vepřové, Indové nejedí hovězí, v rozvinutých zemích se nejí psi, v Evropě se nejí hmyz…)

### Masná plemena zvířat
- skot – Charolais, Hereford, Aberdeen-Angus, Limousine, Belgické modré…
- prasata – Pietrain, Duroc, Hampshire, Landrace…
- drůbež – Plymutka, Kornyška, Kachna pekingská…
- ovce – Suffolk, Charolais, Berrichone, Kent, Texel…

### Kategorie jatečných zvířat
Jak už bylo nastíněno výše, kategoriemi jatečných zvířat v Česku jsou hlavně prasata výseková, býci a vyřazené krávy. V chovu drůbeže, králíků a jiných se jedná o brojlery.
- skot – telata do 150 kg, mladý skot, mladý býk, volek, jalovice, kráva
- prasata – prase výsekové (lehké a těžké), těžké sádelnaté
- drůbež – masný typ kura domácího, masný typ krůty

## Výkrmnost
Je schopnost zvířat k tvorbě svaloviny a tuku. Parametry výkrmnosti jsou růstová schopnost a konverze živin.
Růstová schopnost se hodnotí buď „průměrným netto přírůstkem“ u skotu, nebo „přírůstkem hlavních masitých částí“ u prasat. Tato schopnost je dána šlechtěním.
- průměrný netto přírůstek = hmotnost jatečně opracovaného trupu/stáří zvířete [kg/den]

Hmotnost jatečně opracovaného trupu se zjišťuje vážením (v kg) 30 minut po porážce. Stáří zvířete se udává ve dnech v den porážky.
- přírůstek hlavních masitých částí = ∑hlavních masitých částí/stáří zvířete [kg/den]

Hlavní masité části u prasat jsou: krkovička, pečeně, kýta a plec. Váží se a jejich hmotnost se udává v kg. Stáří zvířete se udává ve dnech v den porážky.
Konverze živin je schopnost zvířete využít živin k tvorbě vlastního těla. Z ekonomického hlediska je důležité kolik kg krmiva zvíře spotřebuje na 1 kg přírůstku živé váhy. Na tuto vlastnost se také šlechtí, aby byla co nejvyšší konverze živin. Živinami a výživou se zabývá „Výživa zvířat“.
Co se týče tuku, v Čechách se jedná hlavně o to, aby zvíře mělo do 10 % tuku zásobního mezisvalového a aby zásobní vnitrosvalový tuk byl v odpovídajícím poměru ke svalovině.
Vlastnosti masa a tuku dále ovlivňuje správné ustájení a ošetřování.

## Hodnocení masné užitkovosti
Jatečná hodnota udává vlastnosti zabitého zvířete a je charakterizována jatečnou výtěžností, složením jatečného těla, poměrem kosti:svaly:tuk a kvalitou masa a tuku. Setkáváme se zde s pojmy:
- Vykrmenost - stupeň nasazení svalstva a tuku na zvířeti.
- Zmasilost - stupeň vývinu svalstva.
- Protučnění - vývin a rozložení tuku.

Hodnocení se provádí buď na živém zvířeti, nebo na jatečném trupu. Hodnocení na jatečném trupu je přesné, hodnocení na živém zvířeti dělíme na subjektivní (řeznické hmaty) a objektivní (ultrazvukem). Objektivní je přesnější nežli subjektivní.

### Jatečná výtěžnost
Jatečná výtěžnost je charakterizována jako „jatečná hmotnost“ (jatečné půlky 30 min. po porážce) dělená „živou hmotností před porážkou“ (vážíme zvíře před porážkou, které 12 hodin lačnilo) a vynásobená stem v procentech. Někdy se počítá i tzv. čistá jatečná výtěžnost jako podíl „jatečné hmotnosti“ a rozdílu „živé hmotnosti před porážkou“ a hmotnosti „obsahu trávicího traktu“ a to celé opět vynásobeno stem v procentech.

### Jatečně upravené tělo
Složení jatečně upraveného těla se rozlišuje podle jednotlivých zvířat a vzniká bouráním.
- skot – 2 jatečné půlky, 4 čtvrtě bez kůže, hlavy oddělené před prvním krčním obratlem, bez nohou oddělených v zápěstním a zánártním kloubu, bez míchy, orgánů dutiny hrudní, břišní a pánevní, vyňatých i s přirostlým lojem nad vrchním šálem, u býků bez šourkového loje, u jalovic bez vemenného loje, u krav bez vemene a přirostlého loje, bez blanité části bránice, krkavie a bez oháňky
  - telata
- prasata – 2 k sobě náležející poloviny s hlavou, ledvinným tukem, kůží, bez výkrojků očních, ušních, mozku, míchy, bránice, ledvin, pohlavních orgánů, orgánů dutiny břišní, hrudní a pánevní, vyňatých i s přirostlým tukem
- jehňata – jatečné tělo zvířat se nepůlí a rozděluje se na 2 plece, 2 boky, krk, šrůtku, hřbet a kýtu
- drůbež

### Kvalita masa a tuku
Kvalita masa je dána výživnou hodnotou masa, fyzikálními vlastnostmi (textura masa), senzorickými vlastnostmi (barva, mramorování, chuť…), technologickými vlastnostmi (schopnost vázat vodu, konzistence, pH…), kulinářskými vlastnostmi, biochemickým stavem a mikrobiální kontaminací.

#### Hodnocení masa a tuku
Toto hodnocení se provádí buď objektivně (laboratorním rozborem), nebo subjektivně (degustací).
Degustace v případě hodnocení masa a tuku je prováděna buďto „odbornou komisí“ (5 - 7 degustátorů), nebo „konzumenty“ (od 10 laiků). Maso je vařeno bez soli a hodnotí se chuť, vůně, barva a další organoleptické vlastnosti vývaru.

## Činitelé masné užitkovosti a kvality masa

### Genetické vlivy
Sem patří zejména druhová a plemenná příslušnost, dále pohlaví a věk. Věk ovlivňuje hlavně tvrdost masa. Je obecně známým faktem, že stará zvířata mají tvrdé maso.

### Negenetické vlivy
Do činitelů negenetických patří výživa a krmení, technologie chovu a zdravotní stav zvířat. Pokud zvířata hladoví, či jsou podvyživená, vytváří se na jejich těle málo svalové hmoty. Naopak zvířata překrmená nebo krmená nevhodnými krmivy mohou být protučnělá. Též špatné krmení může ovlivňovat organoleptické vlastnosti masa.

### Technologické vlivy

#### Vady masa
Obecně se setkáváme s těmito vadami masa:
- PSE (pale, soft, exudative = světlé, měkké, vodnaté) - s touto vadou se setkáváme převážně u prasat šlechtěných na vysokou masnou užitkovost. Po porážce dohází ve svalech k abnormálně rychlé glykogenolýze a k hromadění kyseliny mléčné, což má za následek pokles pH pod 5,8 a zvýšení teploty uvnitř svalu nad 42 °C. Díky poklesu hodnoty pH se dostávají svalové bílkoviny blíže ke svému izoelektrickému bodu, ztrácí se polární vazba vody na bílkoviny, dochází k částečné denaturaci bílkovin, k porušení struktury svalových vláken a vše vrcholí uvolňováním masné šťávy, změnou barvy a konzistence svaloviny. Maso se stává bledé, měkké a vodnaté. Tato vada je asociována s náchylností prasat na stres, způsobenou nevhodnou kombinací alel v genu RYR1. Náchylní jedinci mají genotyp "nn", odolní jedinci mají genotyp "Nn" a "NN".
- DFD (dark, firm, dry = tmavé, tuhé, suché) - s touto vadou se setkáváme převážně u skotu. Tato vada není podmíněná geneticky a vzniká u zvířat, která jsou před porážkou vyčerpaná. Během přepravy, případně během námahy před porážkou spotřebují svalovou prací veškeré zásoby svalového glykogenu, který je hlavním zdrojem kyseliny mléčné. Kyselina mléčná nemá po porážce z čeho vzniknout a v mase nedojde k potřebnému okyselení. Jeho pH je nad 6,2. Maso se pak snadno kazí, je tmavé, tuhé a suché.
- Hampshire faktor

S DFD vadou se můžete setkat i v obchodech, lze maso konzumovat nebo zpracovávat do masných výrobků. PSE maso konzumovatelné není.

## Nákup a zpeněžování jatečných zvířat
Pro tyto úkony, je nutné mít jednotnou metodiku hodnocení zvířat či jatečných těl. Maso se hodnotí buď „napevno v živém“, nebo „napevno v mase“.
Napevno v živém se v Česku a vůbec v rozvinuté Evropě hodnotilo naposledy někdy po II. světové válce. S tímto systémem se můžeme v současnosti setkat už jen v rozvojových zemích.
Napevno v mase je nejnovější hodnocení pro zpeněžování jatečných zvířat používané v EU. U skotu a ovcí se setkáváme se systémem EUROP u prasat pak SEUROP.

## Označování masa
Označování masa má sloužit spotřebiteli. V jednotlivých členských zemích EU jsou různé zákony pro označování masa.

### Označování hovězího masa
Podle zákona se v Česku musí u tohoto masa značit:
- věková kategorie zvířete
- věk zvířete
- registrační číslo zvířete
- číslo posledního chovu
- datum porážky
- číslo jatek
- číslo bourárny
- protokol z laboratoře (testování na BSE)

## Biomaso
Biomaso je maso produkované ekologickým zemědělstvím. Pokud chce zemědělec používat označení „biomaso“ musí žádat na ministerstvu zemědělství o certifikát. Ten je udělován na základě určitých podmínek.
Často je mylně zmiňováno, že zvířata na biomaso nesmí být krmena žádnými přídavky typu růstových hormonů, či antibiotik, což není pravda. Např. antibiotika se v malém užívat pro krmení zvířat na biomaso smějí.